# Wynyardia
Wynyardia ist eine primitive Beuteltiergattung des frühen Miozäns innerhalb der Vombatiformes, die noch Mitte der 1980er Jahre als älteste Säugetiergattung Australiens galt.

## Merkmale
Wynyardia, das „Tier von Wynyard“, ist in etwa so groß wie ein rezenter Tüpfelkuskus. Es ist bekannt durch einen beinah vollständigen Schädel, einen Unterkiefer, ein Hüftfragment, Extremitätenknochen und einige Wirbel. Die Charakterisierung erfolgte anhand des Schädels, da keinerlei Zähne dieser Gattung bekannt sind. Die einzigen Fossilien von Wynyardia wurden 1876 in marinen Sedimenten nahe Wynyard, Tasmanien entdeckt. Im frühen Miozän lebte Wynyardia in einem immerfeuchten pflanzenreichen breitblättrigen küstennahen Tieflandregenwald. Wynyardia, eines der größten Tiere seines Lebensraumes, lebte vermutlich auf Bäumen ähnlich dem rezenten Koala. Es konnte wahrscheinlich sehr gut kauen, was für eine vornehmlich herbivore Ernährung spricht, auch wenn eine opportunistisch carnivore Ernährung nicht ausgeschlossen werden kann.

## Arten und Systematik
Es ist nur eine einzige Art bekannt. Wynyardia bassiana SPENCER, 1901 lebte im frühen Miozän und gehört der Wynyard-Lokalfauna Tasmaniens an. Sein Artname bedeutet „Tier von Wynyard an der Bass Strait“. Wynyardia bildet gemeinsam mit Muramura und Namilamadeta die Familie Wynyardiidae, die keine nähere Beziehung zu anderen Familien der vombatiformen Diprotodontia aufweist, wenn auch eine verwandtschaftliche Nähe zur Überfamilie Diprotodontiodea vermutet wird.